# Sverre Rotevatn
Sverre Solaas Rotevatn (ur. 17 stycznia 1977 w Lillehammer) – norweski narciarz klasyczny, specjalista kombinacji norweskiej, złoty medalista mistrzostw świata oraz mistrzostw świata juniorów, a także zwycięzca Pucharu Kontynentalnego.

## Kariera
Po raz pierwszy na arenie międzynarodowej Sverre Rotevatn pojawił się w sezonie 1995/1996 Pucharu Świata B, w którym zajął 68. pozycję. W zawodach tego cyklu startował do 2004 roku, najlepsze wyniki osiągając w sezonie 2001/2002, w którym triumfował w klasyfikacji generalnej. Był także drugi w klasyfikacji sezonu 1999/2000. Siedmiokrotnie stawał na podium, ale nigdy nie zwyciężył.
W Pucharze Świata zadebiutował 3 stycznia 2000 roku w Oberwiesenthal, gdzie zajął 47. miejsce w sprincie. Pierwsze pucharowe punkty wywalczył niedługo później, 5 lutego 2000 roku w Hakubie, kiedy zajął 20. miejsce w zawodach metodą Gundersena. Najlepsze wyniki w Pucharze Świata osiągnął w sezonie 2000/2001, kiedy zajął 22. miejsce w klasyfikacji generalnej. Nigdy nie stanął na podium indywidualnych zawodów PŚ.
W 1996 roku wystartował na mistrzostwach świata juniorów w Asiago, gdzie wspólnie z Prebenem Fjære Brynemo oraz Kristianem Hammerem wywalczył drużynowo złoty medal. Pierwszą seniorską imprezą w jego karierze były mistrzostwa świata w Lahti w 2001 roku. W konkursie drużynowym Norwegowie w składzie: Kenneth Braaten, Sverre Rotevatn, Bjarte Engen Vik i Kristian Hammer wywalczyli tam złoty medal. Indywidualnie Rotevatn zajął 27. miejsce w Gundersenie oraz 48. miejsce w sprincie. Rok później brał udział w igrzyskach olimpijskich w Salt Lake City, zajmując piątą pozycję w drużynie. W startach indywidualnych uplasował się na 36. pozycji w zawodach metodą Gundersena, a w sprincie był trzynasty.
W 2004 roku zakończył karierę. W 2011 roku został dyrektorem sportowym norweskiej kadry kombinatorów.

## Osiągnięcia

### Igrzyska olimpijskie
| Miejsce | Dzień     | Rok  | Miejscowość    | Konkurencja          | Wynik zwycięzcy | Strata  | Zwycięzca      |
| ------- | --------- | ---- | -------------- | -------------------- | --------------- | ------- | -------------- |
| 36.     | 9 lutego  | 2002 | Salt Lake City | Gundersen K-90/15 km | 39:11,7         | +6:12,9 | Samppa Lajunen |
| 5.      | 17 lutego | 2002 | Salt Lake City | Sztafeta K-90/4x5 km | 48:42,2         | +2:39,9 | Finlandia      |
| 13.     | 21 lutego | 2002 | Salt Lake City | Sprint K-120/7,5 km  | 16:40,1         | +1:14,3 | Samppa Lajunen |

### Mistrzostwa świata
| Miejsce | Dzień     | Rok  | Miejscowość | Konkurencja          | Wynik zwycięzcy | Strata  | Zwycięzca        |
| ------- | --------- | ---- | ----------- | -------------------- | --------------- | ------- | ---------------- |
| 27.     | 15 lutego | 2001 | Lahti       | Gundersen K-90/15 km | 39:26,7         | +5:22,7 | Bjarte Engen Vik |
| 1.      | 20 lutego | 2001 | Lahti       | Sztafeta K-90/4x5 km | 48:54,1         | -       | -                |
| 48.     | 24 lutego | 2001 | Lahti       | Sprint K-116/7,5 km  | 19:40,3         | +5:09,0 | Marko Baacke     |

### Mistrzostwa świata juniorów
| Miejsce | Dzień       | Rok  | Miejscowość | Konkurencja          | Wynik zwycięzcy | Strata | Zwycięzca |
| ------- | ----------- | ---- | ----------- | -------------------- | --------------- | ------ | --------- |
| 1.      | 30 stycznia | 1996 | Asiago      | Sztafeta K-90/3x5 km | ?               | -      | -         |

### Puchar Świata

#### Miejsca w klasyfikacji generalnej
- sezon 2000/2001: 22.
- sezon 2001/2002: -
- sezon 2002/2003: 30.
- sezon 2003/2004: 43.

#### Miejsca na podium chronologicznie
Rotevatn nigdy nie stał na podium indywidualnych zawodów Pucharu Świata.

### Puchar Kontynentalny

#### Miejsca w klasyfikacji generalnej
- sezon 1995/1996: 68.
- sezon 1996/1997: 41.
- sezon 1997/1998: 8.
- sezon 1998/1999: 26.
- sezon 1999/2000: 2.
- sezon 2001/2002: 1.
- sezon 2002/2003: -
- sezon 2003/2004: 18.

#### Miejsca na podium chronologicznie
| Nr | Data             | Miejscowość   | Konkurencja         | Wynik zwycięzcy | Pozycja | Strata | Zwycięzca          |
| -- | ---------------- | ------------- | ------------------- | --------------- | ------- | ------ | ------------------ |
| 1. | 8 stycznia 1998  | Klingenthal   | Gundersen K80/15 km | ?               | 3.      | ?      | Thorsten Schmitt   |
| 2. | 11 stycznia 1998 | Reit im Winkl | Sprint K90/7,5 km   | ?               | 2.      | ?      | Tsugiharu Ogiwara  |
| 3. | 10 grudnia 1999  | Taivalkoski   | Gundersen K90/15 km | ?               | 2.      | ?      | Kristian Hammer    |
| 4. | 7 marca 2002     | Lake Placid   | Sprint K120/7,5 km  | ?               | 2.      | +30,8  | Wilhelm Denifl     |
| 5. | 7 stycznia 2003  | Štrbské Pleso | Sprint K90/7,5 km   | ?               | 2.      | +7,4   | Frédéric Baud      |
| 6. | 22 stycznia 2003 | Klingenthal   | Gundersen K80/15 km | ?               | 3.      | +30,3  | Kevin Arnould      |
| 7. | 23 stycznia 2003 | Klingenthal   | Sprint K80/7,5 km   | ?               | 2.      | +6,4   | Mikko Keskinarkaus |